# ریتوسور
ریتوسور (نام علمی: Rhoetosaurus) نام یک سرده از راسته خزنده‌کفلان است.